# Marc Ziegler
Marc Ziegler (Blieskastel, Alemania, 13 de junio de 1976) es un exfutbolista alemán. Jugaba de portero y su primer y último equipo fue el VfB Stuttgart de Alemania.

## Selección nacional
Ha sido internacional con la selección de fútbol sub-21 de Alemania.

## Clubes
| Club                       | País     | Año       |
| -------------------------- | -------- | --------- |
| VfB Stuttgart              | Alemania | 1994-1999 |
| Arminia Bielefeld          | Alemania | 1999-2000 |
| Bursaspor                  | Turquía  | 2000      |
| FC Tirol                   | Austria  | 2001-2002 |
| Austria Viena              | Austria  | 2002-2005 |
| Hannover 96 (cedido)       | Alemania | 2003-2004 |
| FC Saarbrücken             | Alemania | 2005-2007 |
| Arminia Bielefeld (cedido) | Alemania | 2006-2007 |
| Borussia Dortmund          | Alemania | 2007-2010 |
| VfB Stuttgart              | Alemania | 2010-2013 |

## Palmarés

### Campeonatos nacionales
| Título                | Club     | País    | Año  |
| --------------------- | -------- | ------- | ---- |
| Bundesliga de Austria | FC Tirol | Austria | 2001 |
| Bundesliga de Austria | FC Tirol | Austria | 2002 |